# Eusebio Ayala
Eusebio Ayala (Barrero Grande, 14 de agosto de 1875 — Buenos Aires, 4 de junho de 1942) foi um advogado, jornalista e político paraguaio, presidente do país em duas ocasiões, de 7 de novembro de 1921 até 12 de abril de 1923 e de 15 de agosto de 1932 até 17 de fevereiro de 1936.
Durante seu segundo mandato, ocorreu a Guerra do Chaco, contra a Bolívia. Foi derrubado por um golpe de estado, dado pelo Coronel Rafael Franco e mandado para Buenos Aires, junto com seu comandante-em-chefe, general José Félix Estigarribia. 